# ウィリー・バンクス (陸上選手)

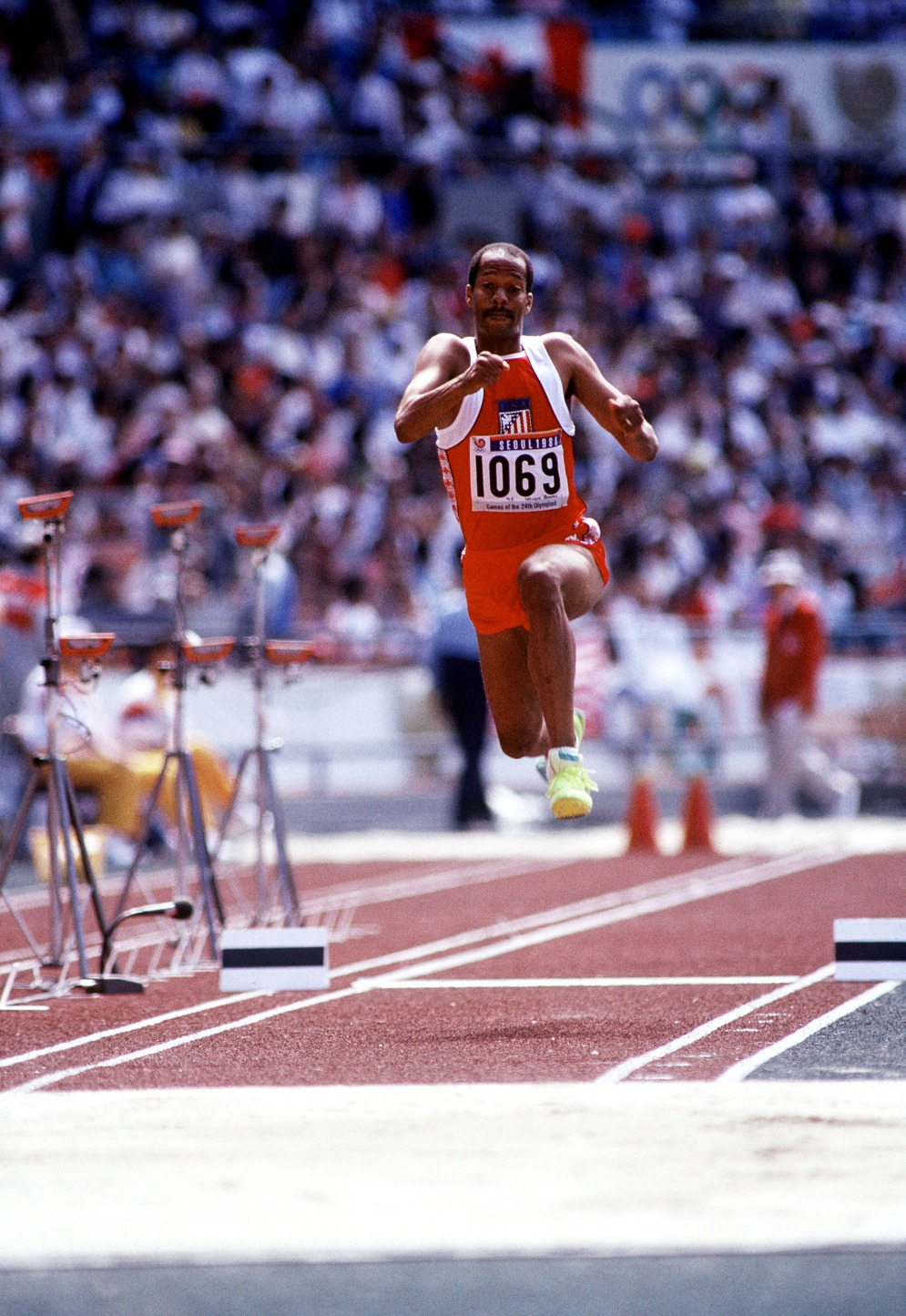
ウィリー・バンクス

ウィリー・バンクス（William Augustus Banks III , 1956年3月11日 - ）は、アメリカ合衆国カリフォルニア州の陸上競技選手。三段跳の元世界記録保持者（1981-1995）。

## 来歴
カリフォルニア州トラピス軍人基地で生まれる。
高校生の頃より三段跳を始める。走幅跳、三段跳、走高跳、棒高跳の選手が助走前に観客に手拍子を求めるパフォーマンスは今では良く見かける光景であるが、これは彼が集中力を高めようと3回ほど拍手をしたことがきっかけで選手や観客に広まったと言われている。
1984年にロサンゼルスオリンピックに出場。翌1985年6月16日に、17m97cmの世界記録を樹立した。その後10年間世界記録を保持。その1年後の同じ日には、自身の哲学を広め、スポーツ環境の充実を目指す、エイチ・エス・ジェイ・インコーポレイテッドを設立。
幼少時代より日本文化に親しんできていて日本語が堪能なうえ、妻も日本人女性である。1989年から1992年まで中京大学の特別講師として法学と体育学を教授した。
1999年、エイチ・エス・ジェイ・インコーポレイテッド日本支社を設立。スポーツ関連の企画やコンサルタントを行い、スポーツカウンセリングを通じて、若いスポーツ選手の育成に力を注いでいる。現在はアメリカ合衆国カリフォルニア州サンディエゴに拠点を置き、エイチ・エス・ジェイ・インコーポレイテッドの代表取締役社長を務める傍ら、米国オリンピック委員会選手会会長、全米陸上競技連盟理事、現役引退後もスポーツ界で積極的に活動を続けている。2006年、2007年のマスターズ陸上三段跳競技50-54歳部門で世界ランキング1位。

## 主な記録
- 1985年 17m97cm （全米陸上選手権）

## スポーツ活動
- 1978年 NCAA・アスリート・オブ・ザ・イヤー受賞
- 1985年 ジェシー・オーエンス賞（最優秀陸上選手賞）
- 1986年 スポーツマン・オブ・ザ・イヤー受賞（米国オリンピック委員会）
- 1980年モスクワオリンピック米国代表選手
- 1984年ロサンゼルスオリンピック米国代表選手
- 1988年ソウルオリンピック米国代表選手（陸上チーム主将）
- 1985-1995年 三段跳世界記録保持者
- 1981-1996年 三段跳米国記録保持者
- 1999年 米国陸上殿堂入り

## 学歴
- 1978年 カリフォルニア大学ロサンゼルス校（UCLA）政治学部卒業。
- 1983年 カリフォルニア大学ロサンゼルス校（UCLA）法律大学院修了（法学博士）

## 委員会活動
- 1983-1986年  米国オリンピック委員会 諮問委員会委員長
- 1986-1988年  米国オリンピック委員会 代議員
- 1986-1989年  全米陸上競技連盟 副会長
- 1997-1999年  米国オリンピック委員会 選手強化委員
- 1998-2003年  世界スポーツフォーラム マーケティング・コンサルタント
- 2000-2005年  米国オリンピック委員会選手会 副会長
- 2000-2004年  全米陸上競技連盟選手会 会長
- 2005年 現在 全米オリンピック委員会選手会 会長
- 2008年 現在 全米陸上競技連盟 理事
- 2018年 現在 ANOCワールドビーチゲームズサンディエゴ大会2019 大会組織委員会 President兼CEO[2]